# Dov Roth-Lumbroso
Pour les articles homonymes, voir Roth.

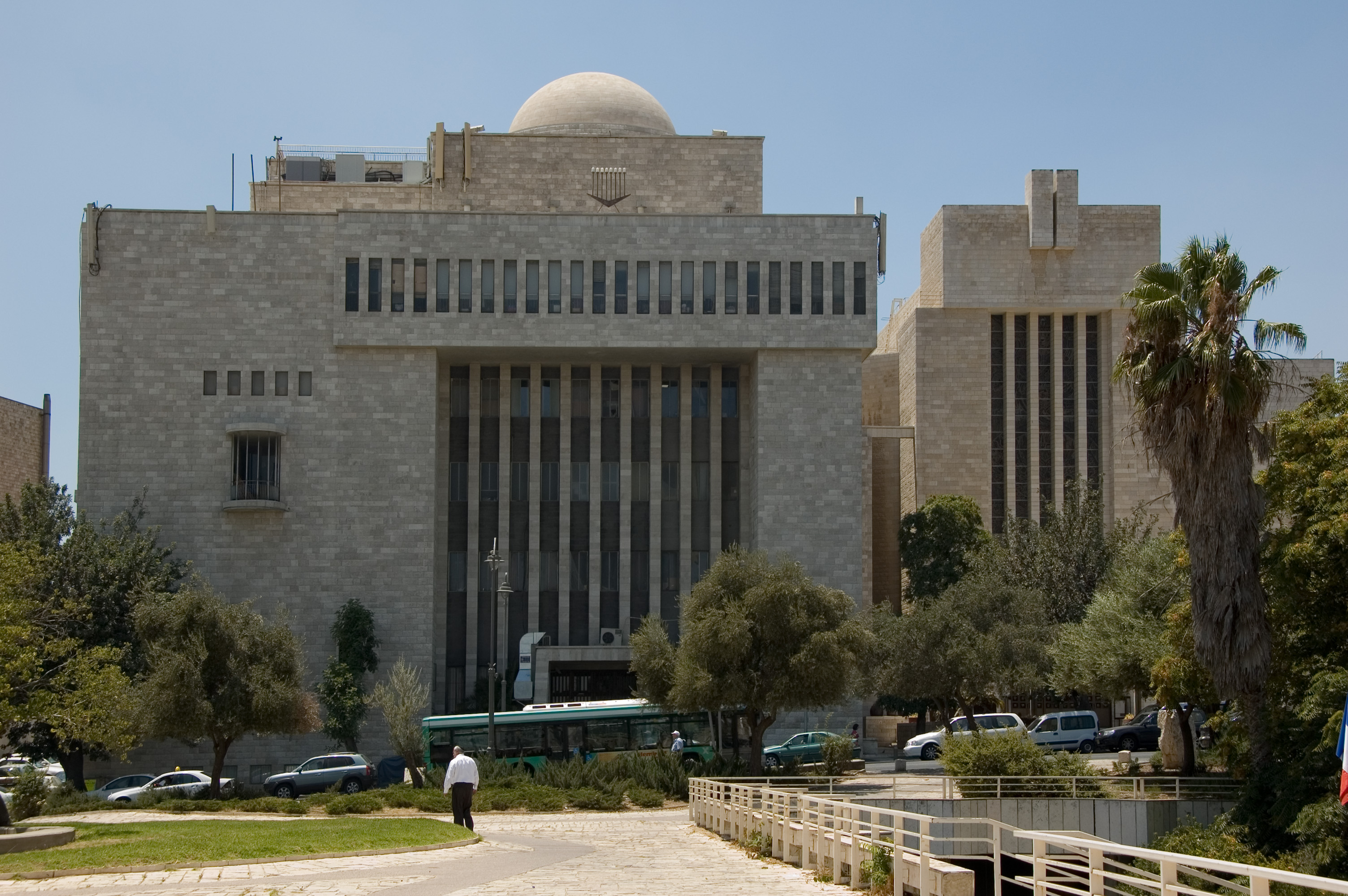
Anciens Locaux de l'Association

Dov Roth, né en 1973 à Colmar, Haut-Rhin, est un rabbin et talmudiste. Il est président fondateur des institutions Bnei Torah et Derech LaOlim.

## Éléments biographiques
Dov Roth est né en 1973 à Colmar, Haut-Rhin. Il grandit dans cette ville puis à Nice et puis part étudier dans différents instituts talmudiques.
Il étudie à la yechiva Ketana de Marseille puis poursuit ses études en Angleterre à la yechiva Chaarei Torah de Manchester. Il intègre par la suite la Yechiva de Hébron en Israël puis poursuit ses études à la yeshiva de Mir (Jérusalem), pour devenir, après son mariage, membre de son Kollel.
Il étudie au Kollel de la yechiva Hagraz Benguis  à Jérusalem du rabbin Aaron Goloventsits.
En 1998, il obtient le titre de rabbin (Semikha(du Rabbin Aaron Goloventsits et ensuite celle du Rabbin Shmuel Yaakov Bornstein Rosh Yeshiva, Yechiva de Hébron et Kyriat Melech.
Le rabbin Dov Roth est spécialisé en halakha, en lois de pureté familiale (niddah) et est spécialiste sur le kirouv (le retour au judaïsme).

## Réalisations
Rav Dov Roth retourne en France en 2001 en tant que rabbin, enseignant et éducateur, et ouvre le Beth Hamidrach Bnei Torah à Paris dans le 19e arrondissement. Il perçoit le potentiel de l'Internet et crée trois sites destinés à l'enseignement: chiourim.com, guemara.com et techouvot.com.
Il est le fondateur du service AlloRav, qui est un service de mise en relation téléphonique avec un rabbin ou un psychologue, fonctionnant 24/7, tout aussi bien pour des questions liées à la halakha que sur les difficultés de la vie. Ce service fonctionne en France, au Canada, en Israël et depuis novembre 2013 en Suisse.
Rav Dov Roth fonde les éditions Bnei Torah : Comprendre et approfondir le Talmud:  une traduction du Talmud en français avec la traduction et explication des textes de Rachi et Tossefot.
Il participe également au journal hebdomadaire Actualité Juive dans lequel il rédige une fois par mois un article sur un thème en lien avec la Torah dans la rubrique "Judaïsme".
En 2014, il fait son Alyah ("montée") en Israël et vit avec sa famille à Jérusalem où depuis le mois de janvier 2015, il donne chaque dimanche soir des cours de Talmud à la Synagogue "Chopin Ohel Nechama" ainsi que différents cours, conférences et matinales dans son centre Derech Laolim au 29 King George à Jérusalem.
Depuis avril 2015, il lance un programme dénommé "Derech Laolim" destiné aux nouveaux immigrants francophones, dans le but de les aider à réussir leur intégration.
Au lancement du programme Derech LaOlim, il occupe des locaux au "Heichal Shlomo" situé au cœur de la ville au 58 King Georges, Jérusalem, au premier étage où des cours y sont dispensés. Puis, les locaux de l'association sont installés à partir Novembre 2016 au 30 King George et en 2021 au 29 King George en plein centre de Jérusalem.

## Sites Internet
En 2001, il se consacre à l'enseignement, dans le 19e arrondissement de Paris, de Paris, où il donne des cours de Talmud.
En 2003, il fonde un centre d'étude, Bnei Torah (les enfants de la Torah), au 64, rue de Crimée dans le 19e arrondissement de Paris à Paris.
Il crée en 2004 un portail internet Chiourim. Ce site propose des cours de Torah. Ce portail est également un site qui rassemble des nouvelles d'actualités sur le monde de la Torah.
Le portail Chiourim inclut :
1. Le site Techouvot.com lancé en 2004 est une base de données (questions-réponses) de plus de 50000 réponses en rapport avec les prescriptions de la vie juive, pensée juive et loi juive (Halakha).
2. Le site guemara, lancé en 2005, permet d’étudier en ligne le Talmud avec des moyens audio et vidéo.
3. une application Chiourim est disponible sur iPhone et Ipad. Elle permet de recevoir en direct les derniers articles et de consulter les vidéos de cours ou de conférences.
4. Le site Zivoug.com tout juste lancé en Juin 2021 révolutionne l’accompagnement des célibataires et des familles.

## Le serviceAlloRav
En 2008, le rabbin Dov Roth-Lumbroso crée le service AlloRav, un service  de mise en relation immédiate et 24h sur 24 avec un rabbin ou dayan francophone pour des conseils et questions de halakha (prescriptions sur la vie juive et pratiques religieuses)
Il lance ensuite le service AlloRav à destination du public francophone au Canada (en 2010) puis en Israël en 2011.
Invité et intervenant lors du KesherDay à Genève, il lance le 3 novembre 2013 AlloRav en Suisse.
En mars 2011 il lance une application sur IPhone de AlloRav qui recense près de 50.000 questions-réponses et permet, outre la consultation via l’application des questions posées, d’être mis en relation avec un rabbin.

### Les Éditions Bnei Torah
Dov Roth crée les Éditions Bnei Torah avec la série Comprendre et approfondir la gémara qui s’attelle à éditer et diffuser le Talmud traduit en français avec ses principaux commentaires de Rachi et Tossefot.
Les traités traduits sont rédigés en français et permettent une étude autonome, avec outre la traduction des principaux commentateurs, un ensemble de question/réponses sur chaque thème.
Traités parus:
- Baba Batra, 2006
- Ketouvot, 2008
- Pessahim, 2010
- Baba Metsia, 2013

Les traités sont disponibles sur le site des éditions Bnei Torah et sur Amazon.

## Honneurs

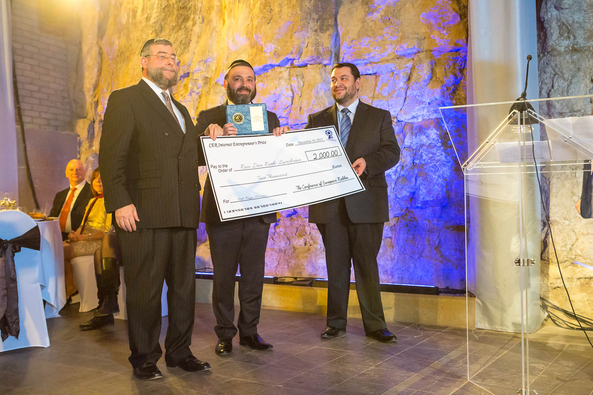
Le rabbin Dov Roth-Lumbroso reçoit le prix de l'entreprenariat de la conférence des rabbins Européens CER.

Le rabbin Roth-Lumbroso est reconnu en 2013 pour l’ensemble de son action et particulièrement pour son portail internet dans le cadre d’un concours du meilleur « entrepreneur digital » par la  Conference of European Rabbis (en). A l’occasion d’une soirée de gala, à Luxembourg le 10 décembre 2013, en présence du duc héritier du Luxembourg et du ministre de l’économie du Luxembourg, le rabbin Dov Roth est récompensé dans le cadre de ce concours et reçoit le CER Prize de la conférence des Rabbins européens.
Le 3 décembre 2017, au cours d'un gala donné en l'honneur de l'association Derech LaOlim, le rabbin Roth est décoré de la médaille de Jérusalem par le premier adjoint au Maire, dans les salons de l'hôtel Waldorf Astoria. Cette médaille lui est attribuée en signe de reconnaissance pour le travail accompli, ainsi que pour son dévouement en faveur de la cause des Olims francophones en vue de faciliter leur intégration matérielle et spirituelle.